# Фиоретос, Арис
Арис Фиоретос (швед. Aris Fioretos, 6 февраля 1960, Гётеборг) — шведский писатель, поэт, эссеист, переводчик.

## Биография
Отец — грек, профессор медицины, мать — из Австрии. В семье говорили на немецком языке, сам он пишет на английском, немецком, но по большей части — на шведском. Он учился в Швеции, Франции и США, год провёл в Греции. С 2003 по 2007 годы — советник по культуре посольства Швеции в Берлине. Член Немецкой академии языка и поэзии в Дармштадте, в 2011 избран её вице-президентом.

## Творчество
Автор нескольких романов, книг короткой прозы, многочисленных эссе, в том числе — о географии и культуре Берлина. Ему принадлежат работы о Гёльдерлине, Беньямине, Целане. Переводил на шведский Пола Остера, с которым дружит, Гёльдерлина, Вл. Набокова, Жака Деррида. Лауреат нескольких национальных и зарубежных премий.

## Произведения

### Проза
- Delandets bok (1991, стихотворения в прозе)
- The Gray Book (1994, роман-эссе, англ. перевод автора — 1999)
- Vanitasrutinerna (1998, новеллы)
- Stockholm noir (2000, роман)
- Sanningen om Sascha Knisch (2002, роман, англ. перевод автора — 2006)
- Den siste greken (2009)
- Halva solen (2012)

### Эссе
- Det kritiska ögonblicket (1991, эссе о Гёльдерлине, Беньямине, Целане)
- En bok om fantomer (1996)
- The Solid Letter: Readings of Friedrich Hölderlin (1999)
- Mein schwarzer Schädel: Stockholmvisionen (2003)
- Re: the Rainbow (2004)
- Berlin über und unter der Erde (2006)
- Vidden av en fot (2008)